# Johann Karl Götzinger
Johann Karl Götzinger (* 24. September 1731 in Wechselburg; † 7. Januar 1790 in Sebnitz; auch Johann Karl Goetzinger) war ein deutscher lutherischer Theologe.

## Leben
Götzinger studierte ab dem 31. Mai 1749 an der Universität Wittenberg, wo er am 16. Oktober 1751 den akademischen Grad eines Magisters der Philosophie erlangte. Er widmete sich dann einem theologischen Studium und beschäftigte sich zum besseren Verständnis der Bibel mit den alten Sprachen.
Nachdem er sein Studium beendet hatte, wird er Substitut des Pfarrers in Struppen und erhielt ein Pfarramt in Sebnitz, wo er bis zu seinem Lebensende wirkte. Aus seiner Ehe mit der Pfarrerstochter Christiane Friedericka Gollmitz, ist der Sohn Wilhelm Leberecht Götzinger als Verfasser der ersten Reisehandbücher für die Sächsische Schweiz von Bedeutung.

## Werke
1. Coramentatio de polyraathia et arrogantia eruditis fugienda. Wittenberg 1750
2. Die Uebung der Gottseligkeit bey unverhofften Fällen. Dresden 1754
3. Kritisch – theologische Erläuterung der Epistel Pauli an den Titum. Wittenberg 1755
4. Kritisch – theologische Erläuterungen über die Epistel Pauli an die Epheser. Dresden 1757
5. Kritisch – theologische Erläuterung der wichtigen Schriftstelle Phil. II, 1. 2. Wittenberg 1763
6. Anmerkungen über das 16te Stück des Lausitzischen Magazins. Dresden 1769
7. Historisch – theologische Anmerkungen über die Geschichte des Arius, worin der Gemüths – Charakter dieses Ketzers, die Quelle und Beschaffenheit feiner Irrthümer ausführlich untersuchet, wider ihn und dessen neuerliche Anhänger die Gottheit Jesu zureichend erwiesen, auch das in dieser wichtigen Lehre aufgesetzte Glaubensbekenntnis der allgemeinen Kirchenversammlung su Nicäa völlig erkläret worden, zum guten Gebrauch in der alten und neuern theol. Streitlehre entworfen u. s. w. Wittenberg 1770
8. Versuch einer gründlichen Erläuterung der schweren Schriftstelle Phil. I, 15—17. Wittenberg 1771
9. Vernünftige Gespräche eines guten Bürgers in der menschlichen Gesellschaft über wichtige Wahrheiten von Gott und sich selbst. Dresden und Leipzig 1771, 2. Teil, unter dem Titel: Vernünftige Gespräche eines guten Bürgers mit einigen Freunden auf seinem Gartenhaufe über wichtige Wahrheiten der Moralität und Religion der Menschen. Leipzig 1772, 3. Teil unter demselben Titel. Leipzig 1772
10. Caussa succineta dogmatis de obligatione reverentiae erga sacra, maxime contra conversi ac Hasniae plexi capite Comitis Joannis Friderici Struensee primi ordinis Deisurum. Wittenberg 1773
11. De ministris Evangelii gloriosissimis in tabulis N. T. etiam atque etiam praeclare commemoratis. Wittenberg 1774
12. Die Gewissheit und Vortrefflichkeit der ewigen Vorsehung bey der ehelichen Liebe der Menschen. Wittenberg 1775
13. Der ewige Rath der glorwürdigen Regierung, Gottes über die Hohen der Welt und ihre glückliche Vermählungen. Wittenberg 1777
14. Die gerechte Sache der einstweiligen Emigration eines Geistlichen bey vorwaltender Unsicherheit feiner Person im Kriege; gegen unerhebliche Einwürfe vertheidiget und bewiesen. Pirna 1779
15. Ausführliche Erörterung der wichtigen Frage: Woher kommen die schlechten Exegesen im Predigten, und durch welche Mittel können fruchtbarere erzeugt werden? an seinen der Theol. ergebenen Sohn in Wittenberg. Wittenberg 1779
16. Exegetische Belehrung von Jesu Christo über die wichtige Schriftstelle Phil 2, 6, 7. 8. Wittenberg 1780
17. Fortgefetzte exegetische Belehrung von Gott und Jesu Christo über Col. 1, 13-18; nebst eingestreuten Anmerkungen und einer Vorrede wider Herrn Dokt. Bahrdt's giftige Religionshypothesen. Wittenberg 1780,
18. Erörterung der Frage: woher kommen die schlechten Exegesen in Predigten? Dresden 1780
19. Einige Anmerkungen aus den Alterthümern über das glorwürdige Amt der Obrigkeit; nebst einer biblischen Belehrung von der edlen Befugniss wahrer Rechtsgelehrten. Friedrichstadt 1782
20. Erläuterung der Schriftstelle Phil. 2, 1.2; mit Anmerkungen. Friedrichstadt 1782
21. Historisch – philologische Bemerkungen über den schweren Vortrag Pauli von der Philosophie, Kol. II, 8. Wittenberg 1782
22. Etwas von Beyträgen zur Erläuterung des neuen Test. aus den gottesdienstlichen Alterthümern des alten Bundes. Bautzen 1783
23. Philologische Excursionen zur Erläuterung des N. Test. Bautzen 1784
24. Philolog. Beyträge zum dienlichen Erweiss der Christologie des Elihu, Hiob 33, 23. 84. Wittenberg 1784
25. Philolog. Beyträge zur Erläuterung des A. Test. aus der merkwürdigen Geschichte Abrahams. Wittenberg 1785
26. Philologische Beyträge zur Erklärung des neuen Testaments. Wittenberg 1785
27. Philologische Excursionen zur Erklärung des N. Testaments aus den gottesdienstlichen Alterthümern des alten Bundes, und sonderlich des Osterlamms. 1. Bd. Freyberg 1787 (eigentl. 1786.), 2. Bd., Freyberg 1788